# Floria Márquez
Floria Márquez (Caracas; 11 de febrero de 1950) es una cantante y actriz venezolana, considera como de las principales mujeres del espectáculo de las segunda mitad del siglo en ese país.

## Carrera
La cantante proviene de una familia musical: su madre Bertha van Stenis, era una pianista clásica y uno de sus hermanos es el famoso cantante Rudy Márquez. A diferencia de otros artistas populares, Floria comenzó a cantar profesionalmente siendo ya una adulta, especializándose en el género musical del Bolero. Márquez se inició en la música en 1987, luego de tener tres meses de haber enviudado.
Pronto comenzó a desarrollar un estilo muy personal que la hizo muy popular en el ambiente nocturno de Caracas. Su manera tan pasional de interpretar el bolero y su excelente espectáculo hizo que ella ascendiera rápidamente de los clubes nocturnos a los mejores teatros y escenarios de toda Venezuela, además de firmar su primer contrato discográfico con la empresa Sony Music.
Floria Márquez también se ha presentado en Colombia, Bahamas, Aruba, México, Argentina y Estados Unidos; en este último en varias oportunidades, con mucho éxito, en el famoso Fontainebleau Hilton Hotel de Miami Beach.
Floria ha compartido escenario con reconocidos artistas latinos tales como Armando Manzanero, Los Panchos, Lucho Gatica, Oscar D'León, Cheo Feliciano, entre muchos otros.
Simultáneamente a su carrera musical, se ha presentado como actriz de teatro en dos obras: "Ella Sí Canta Boleros" de Ciro Acevedo Yáñez y el Café-Concert "La Cosa Es Amar", este último espectáculo con más de 200 funciones realizadas. También se ha presentado en 40 conciertos con diferentes orquestas sinfónicas profesionales en Venezuela, privilegio pocas veces otorgado a artistas populares.
Ha estado felizmente casada por 24 años con el productor musical y orquestador venezolano Pedrito López, tiene dos hijas y tres nietos, y se presenta un promedio de 70 shows cada año.

## Discografía
Hasta abril del año 2013 ha grabado ocho CD: 
- "Una Noche Con Floria Márquez"
- "Algo Más Que Boleros"
- "Palabras De Mujer"
- "La Cosa Es Amar"
- "10 Años De Amor"
- "Éxitos de Floria Márquez"
- "Sin Fecha De Vencimiento"
- "Los Hombres Que Me Gustan".